# 신진 코로나
신진 코로나는 신진 자동차가 일본의 자동차 제조업체 토요타와 기술을 제휴하고, 신진 자동차가 토요타의 소형 자동차 모델인 코로나의 3세대 모델과 4세대 모델의 부품을 들여와 조립 생산했던 소형 자동차이다.
상류층의 자가용으로 큰 인기를 끌었다.

## 1세대

### 코로나(1966년7월~1970년6월)
1966년 7월에 신진 자동차가 일본의 자동차 제조업체 토요타와 기술을 제휴하고, 신진 자동차가 토요타의 소형 자동차 모델인 코로나의 3세데 모델의 부품을 들여와 조립 생산을 했다.상류층의 자가용으로 큰 인기를 끌었다.

## 2세대

### 뉴 코로나(1970년6월~1972년9월)
1970년 6월에는 신진 자동차가 일본의 자동차 제조업체 토요타와 기술을 제휴하고, 신진 자동차는 토요타의 소형 자동차 모델인 코로나 4세대의 부품을 들여와 조립 생산했다. 상류층의 자가용으로 큰 인기를 끌었다. 그러나, 1970년 4월 중국의 총리인 저우언라이의 저우 4원칙으로 결국 1972년 9월 코로나는 단종이 되었다.
이후 후속 차량으로는 신진 자동차가 미국의 자동차 제조업체 제너럴 모터스와 합작하여 지엠 코리아를 설립해 시보레 1700을 출시했다.
이후 토요타는 28년만인 2000년에 들어와서야 렉서스 브랜드로 한국 시장에 재진출을 했고, 토요타 브랜드로는 2009년에 재진출을 했다.